# ترانسپوندر (هوانوردی)

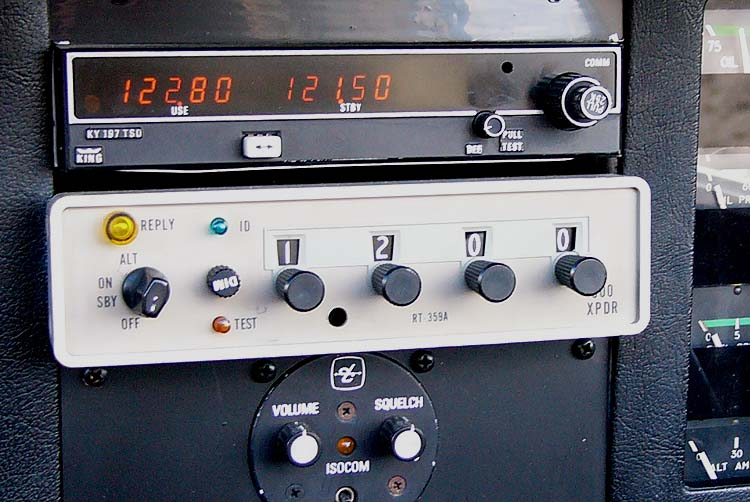
فرستنده Cessna ARC RT-359A (جعبه بژ)، زیر رادیو VHF. در این مثال، کد فرستنده انتخاب شده ۱۲۰۰ برای پرواز (در حریم هوایی آمریکای شمالی) است. دکمه سبز IDENT با "ID" مشخص شده است.

ترانسپوندر  (گاهی نیز به اختصار XPDR, XPNDR, TPDR یا TP نیز نامیده می‌شوند) یک دستگاه الکترونیکی است که هنگام دریافت سیگنال بازجو بر روی موج رادیویی، پاسخ تولید می‌کند. هواپیماها برای کمک به شناسایی شدن توسط رادار کنترل ترافیک هوایی از ترانسپوندر استفاده می‌کنند. سیستم‌های جلوگیری از برخورد هوایی به گونه ای توسعه یافته‌اند که برای تشخیص هواپیماهایی که در معرض خطر برخورد با یکدیگر هستند، بتوانند از مسیر انتقال داده ترانسپوندر استفاده کنند.
واحدهای مراقبت پرواز زمانی که به هواپیما یک کد فرستنده را اختصاص می‌دهند، از اصطلاح "اسکواک" (به انگلیسی: squawk) (به معنی جیغ پرنده)، مثلاً "Squawk 7421"، استفاده می‌کنند؛ بنابراین می‌توان گفت Squawk به معنای "انتخاب کد فرستنده" است یا "squawking xxxx " به معنای "من کد فرستنده xxxx را انتخاب کرده‌ام" تفسیر می‌شود.
ترانسپوندر سیگنال بازجو را از رادار نظارت ثانویه بر روی موج ۱۰۳۰ مگاهرتز دریافت می‌کند و روی موج ۱۰۹۰ مگاهرتز پاسخ می‌دهد.

## رادار نظارت ثانویه
رادار نظارت ثانویه به عنوان «ثانویه» شناخته می‌شود، تا آن را از «رادار اولیه» متمایز کند. رادار اولیه با استفاده از انعکاس غیرفعال سیگنال رادیویی از روی پوسته هواپیما کار می‌کند. رادار اولیه برد و زاویه یک هدف را با دقت نسبتاً بالایی تعیین می‌کند، اما نمی‌تواند ارتفاع (ارتفاع از دریا) هدف را به‌طور قطعی تعیین کند، مگر در فاصله نزدیک. SSR با استفاده از یک فرستنده فعال (فانوس دریایی)، برای ارسال پاسخ به سیگنال بازجو از رادار ثانویه استفاده می‌کند. پاسخ دریافتی غالباً شامل ارتفاع فشاری هواپیما و یک شناسه هشت‌هشتی ۴ رقمی است.

## روش کارکرد
ممکن است از یک خلبان خواسته شود که عبارت بیان شده توسط مراقبت پرواز (مثلاً به شکل "Cessna 123AB, squawk 0363") را بر روی رادیو تکرار کند. در این لحظه خلبان کد ۰۳۶۳ را روی ترانسپوندر خود انتخاب می‌کند و مسیر حرکت پروازی خلبان بر روی صفحه رادار کنترل‌کننده ترافیک هوایی به‌طور صحیح تنظیم شده و هویت وسیله پروازی نیز به این مسیر مرتبط شده و نمایش می‌یابد.
از آنجایی که رادار اولیه عموماً اطلاعات موقعیت زاویه و برد را ارائه می‌دهد، ولی فاقد اطلاعات ارتفاع است، ترانسپوندر حالت C و حالت S ارتفاع فشاری را گزارش می‌کنند. اطلاعات ارتفاع حالت C معمولاً از ارتفاع‌سنج خلبان می‌آید و با استفاده از کد خاکستری اصلاح‌شده، به نام کد گیلهام، ارسال می‌شود. در جایی که ارتفاع‌سنج خلبان دارای رمزگذار ارتفاع مناسب نباشد، یک رمزگذار کور (که مستقیماً ارتفاع را نشان نمی‌دهد) به ترانسپوندر متصل می‌شود. در اطراف مرز هوایی شلوغ اغلب یک الزام قانونی وجود دارد که همه هواپیماها به ترنسپوندرهای گزارش‌دهنده ارتفاع حالت C یا حالت S مجهز شوند. در ایالات متحده، این به عنوان پوشش حالت C شناخته می‌شود. ترنسپوندرهای حالت S، برای ارسال سیگنال حالت C نیز سازگاری دارند و قابلیت گزارش در گام‌های ۲۵ فوتی را دارند. آنها یک سری اطلاعات را از یک گیرنده GPS دریافت می‌کنند و سپس مکان و سرعت را ارسال می‌کنند. بدون گزارش ارتفاع فشاری، مراقبت پرواز هیچ گونه نمایشی از اطلاعات ارتفاع دقیق ندارد و باید به ارتفاع گزارش شده توسط خلبان از طریق رادیو تکیه کند. به‌طور مشابه، سیستم جلوگیری از برخورد هوایی  (اختصاری TCAS) نصب شده بر روی برخی از هواپیماها نیز به اطلاعات ارتفاع ارائه شده توسط سیگنال‌های ترانسپوندر نیاز دارد.

## شناسه
همه فرستنده‌های حالت A ,C و S شامل یک سوئیچ "IDENT" هستند که یک بیت سیزدهم ویژه را در پاسخ حالت A فعال می‌کند که به عنوان IDENT، مخفف "شناسایی" شناخته می‌شود. هنگامی که تجهیزات رادار زمینی بیت IDENT را دریافت می‌کنند، منجر به نمایش صدادار متفاوت (اصطلاحاً "شکوفایی") هواپیما در صفحه رادار می‌شود. این عمل اغلب توسط کنترلر برای یافتن موقعیت هواپیما در بین دیگر پرنده‌های موجود در صفحه رادار و با درخواست عمل شناسایی از خلبان صورت می‌گیرد، به عنوان مثال، "Cessna 123AB, squawk 0363 and ident".
شناسه همچنین می‌تواند در صورت گزارش یا مشکوک بودن خرابی رادیویی برای تعیین اینکه آیا خرابی یک‌طرفه راه است و اینکه آیا خلبان همچنان می‌تواند ارسال یا دریافت کند، استفاده می‌شود، اما نه هر دو، به عنوان مثال، "Cessna 123AB، اگر می‌شونید، squawk ident".

## کدهای ترانسپوندر
کدهای ترانسپوندر اعداد چهار رقمی هستند برای کمک به مراقبت پرواز در جداسازی ترافیک، که توسط فرستنده هواپیما و در پاسخ به سیگنال بازجوی رادار نظارت ثانویه ارسال می‌شوند. یک کد فرستنده گسسته (که اغلب به آن کد squawk گفته می‌شود) توسط مراقبت پرواز برای شناسایی یک هواپیما به‌طور منحصر به فرد در یک منطقه اطلاعات پرواز  (اختصاری FIR) اختصاص داده می‌شود. با این کار امکان شناسایی آسان هواپیما در رادار فراهم می‌شود.
کدها از چهار رقم هشتی‌هشتی ساخته شده‌اند. شماره‌گیر یک ترانسپوندر عددهای از صفر تا هفت را شامل می‌شود. چهار رقم هشتی‌هشتی می‌تواند تا ۴۰۹۶ کد مختلف را نمایش دهد، به همین دلیل است که چنین فرستنده ای گاهی اوقات به عنوان "فرستنده کد ۴۰۹۶" توصیف می‌شود.
منشأ استفاده از کلمه "squawk"، سیستم شناسایی دوست یا دشمن جنگ جهانی دوم (IFF) است که با اسم رمز "طوطی" شناخته می‌شد.

### کدهای تعیین شده توسط مراقبت پرواز
برخی از کدها را خلبان می‌تواند در صورت اقتضای شرایط یا زمانی که طبق مقررات مجاز است، بدون اجازه از کنترل ترافیک هوایی (اختصاری ATC) انتخاب کند. چنین کدهایی در بریتانیا به عنوان «کدهای آشکار» شناخته می‌شوند. سایر کدها عموماً توسط واحدهای ATC تخصیص داده می‌شوند. برای پروازهای با قوانین پرواز با ابزار (IFR)، کد اسکواک معمولاً به عنوان بخشی از پروسه ترخیص خروج به هواپیما اختصاص داده می‌شود و در طول پرواز ثابت باقی می‌ماند.
زمانی که پرواز در حریم هوایی کنترل‌نشده انجام گیرد، پروازهای با قوانین پرواز بصری "جیغ VFR" سر می‌دهند (یا "squawk VFR") (که در ایالات متحده و کانادا ۱۲۰۰، و در اروپا ۷۰۰۰ است). پس از تماس با یک واحد مراقبت پرواز، به آنها گفته می‌شود که کد خاصی را صدا بزنند. به عنوان مثال، هنگامی که تغییر فرکانس، به دلیل اینکه خروج پرواز از مرز هوایی یا ورود به واحد ATC دیگر، تغییر می‌کند، به پرواز VFR گفته می‌شود که دوباره VFR را صدا کند.
به منظور جلوگیری از سردرگمی در مورد کدهای اسکواک اختصاص داده شده، واحدهای ATC معمولاً به بلوک‌هایی از کدهای Squawk اختصاص می‌یابند که با بلوک‌های واحدهای ATC مجاور همپوشانی ندارند تا بنا به صلاحدید خود کدها را تخصیص دهند.
همه واحدهای ATC از رادار برای شناسایی هواپیما استفاده نمی‌کنند، اما با این وجود کدهای اسکواک را تعیین می‌کنند. به عنوان مثال، اطلاعات لندن -ایستگاه خدمات اطلاعات پرواز که نیمه پایینی بریتانیا را پوشش می‌دهد- به تصاویر رادار دسترسی ندارد، اما کد squawk 1177 را به همه هواپیماهایی که خدمات اطلاعات پرواز (FIS) را از آنها دریافت می‌کنند اختصاص می‌دهد. این به سایر واحدهای ATC مجهز به رادار می‌گوید که در صورت نیاز به تماس با آن هواپیمای خاص، اطلاع داشته باشند که هواپیما به فرکانس رادیویی اطلاعات لندن گوش می‌دهد.

### کدهای اضطراری
کدهای زیر در سراسر جهان قابل اجرا هستند.
| کد   | استفاده کنید                                |
| ---- | ------------------------------------------- |
| ۷۵۰۰ | هواپیماربایی (ایکائو)                       |
| ۷۶۰۰ | خرابی رادیو (ارتباطات از دست رفته) (ایکائو) |
| ۷۷۰۰ | اورژانس (ایکائو)                            |

فهرست کدهای فرستنده را برای فهرست تخصیص‌های تاریخی و مخصوص هر کشور ببینید.
- 1986 برخورد هوایی سریتوس— ۳۱ اوت ۱۹۸۶ (یکی از هواپیماهای مجهز به ترانسپوندر حالت A، اما نه حالت C)
- پرواز شماره ۶۵۵ ایران ایر - ۳ ژوئیه ۱۹۸۸ (تفسیر نادرست کد فرستنده، عاملی در شناسایی اشتباه و شلیک کردن)
- پرواز 706 خطوط هوایی پروتئوس— ۳۰ ژوئیه ۱۹۹۸ (برخورد در هوا؛ فرستنده یکی از هواپیماها خاموش شد)
- پرواز 85 کره ای ایر- 11 سپتامبر ۲۰۰۱ (ربای مشکوک شامل کد فرستنده، هشدار نادرست)
- گل ترانسپورتس Aéreos پرواز 1907— ۲۹ سپتامبر ۲۰۰۶ (برخورد در هوا؛ ترانسپوندر یکی از هواپیماها به‌طور تصادفی خاموش شد)